# Robert Schulze
Robert Schulze, né le 14 juin 1991 à Wolgast, est un handballeur allemand. Il évolue au poste d'ailier gauche au SV Henstedt-Ulzburg.

## Carrière

### En club
compétition internationales
- Ligue des Champions (1) : 2014

compétitions nationales
- championnat d'Allemagne (1) : 2011
- coupe d'Allemagne (1) : 2010
- Supercoupe d'Allemagne (2) : 2009 et 2010